# Mohammed bin Zayed Al Nahyan
Mohammed bin Zayed Al Nahyan (àrab: محمد بن زايد آل نهيان, Muḥammad b. Zāyid Āl Nahyān) (Al-Ain, 11 de març de 1961) conegut col·loquialment per les seves inicials com a MBZ, és el príncep hereu de l'emirat d'Abu Dhabi, vicecomandant suprem de les Forces Armades dels Emirats Àrabs i governant de facto d'Abu Dhabi. És considerat l'impulsor de la política exterior intervencionista dels EAU i és líder d'una campanya contra els moviments islamistes en el món àrab.
Al gener de 2014, Khalifa, l'emir d'Abu Dhabi, va patir un vessament cerebral, però el seu estat és estable. Des de llavors ha assumit un perfil més baix en els assumptes d'Estat, però va conservar els poders presidencials. El xeic Mohammed bin Zayed Al Nahyan s'encarrega ara dels assumptes públics de l'Estat. A Mohammed bin Zayed se li va confiar la major part de les decisions quotidianes de l'emirat d'Abu Dhabi com a príncep hereu d'Abu Dhabi i la major part dels assumptes públics presidencials de l'Estat, per la qual cosa a vegades se'l considera el governant de facto dels EAU. El seu govern és autocràtic. En 2019, The New York Times el va nomenar com el governant àrab més poderós i un dels homes més poderosos de la Terra. També va ser nomenat com una de les 100 persones més influents de 2019 per la revista TIME.